# Appanoose County
Appanoose County är ett administrativt område i delstaten Iowa, USA, med 12 887 invånare. Den administrativa huvudorten (county seat) är Centerville.

## Geografi
Enligt United States Census Bureau har countyt en total area på 1 337 km². 1 285 km² av den arean är land och 52 km² är vatten.

### Angränsande countyn
- Monroe County - nord
- Wapello County - nordost
- Lucas County - nordväst
- Davis County - öst
- Schuyler County, Missouri - sydost
- Putnam County, Missouri - sydväst
- Wayne County - väst

### Orter
- Centerville (huvudort)
- Cincinnati
- Exline
- Moravia
- Moulton
- Mystic